# Stoczniowiec Gdańsk (piłka nożna)
SKS Stoczniowiec Gdańsk (wcześniej jako Polonia Gdańsk) – polski klub piłkarski z siedzibą w Gdańsku, powstały 27 września 1945. Obecnie występuje w rozgrywkach Klasy okręgowej w Grupie Gdańskiej I.

## Historia
Klub został założony w Gdańsku 27 września 1945 jako KS Nit Gdańsk. W latach 50. występował przez kilka sezonów pod nazwą Stal Gdańsk. 26 marca 1970 w wyniku połączenia dwóch stoczniowych klubów – ZKS Polonia działającego przy Stoczni Gdańskiej i RKS Stocznia Północna powstał RKS Stoczniowiec Gdańsk. W 1992 klub powrócił do nazwy Polonia. W 1998 drugoligowa wówczas Polonia połączyła się z trzecioligową Lechią Gdańsk i utworzyła klub Lechia/Polonia Gdańsk. Drużyna Polonii przystąpiła do rozgrywek ligi okręgowej, z której już po pierwszym sezonie awansowała do IV ligi. W 2002 połączony klub przestał istnieć i zarówno Polonia, jak i Lechia grały na niższych szczeblach ligowych. W różnych latach klub liczył do 14 sekcji. Polonia miała bardzo wielu wychowanków, w tym mistrzów Polski, olimpijczyków i mistrzów świata. 21 maja 2011 gdański klub zapewnił sobie awans do IV ligi. Klub po spędzonym sezonie w IV lidze wywalczył awans do III ligi bałtyckiej. W 2020 roku klub powrócił do nazwy SKS Stoczniowiec Gdańsk, biało-niebieskich barw i herbu.

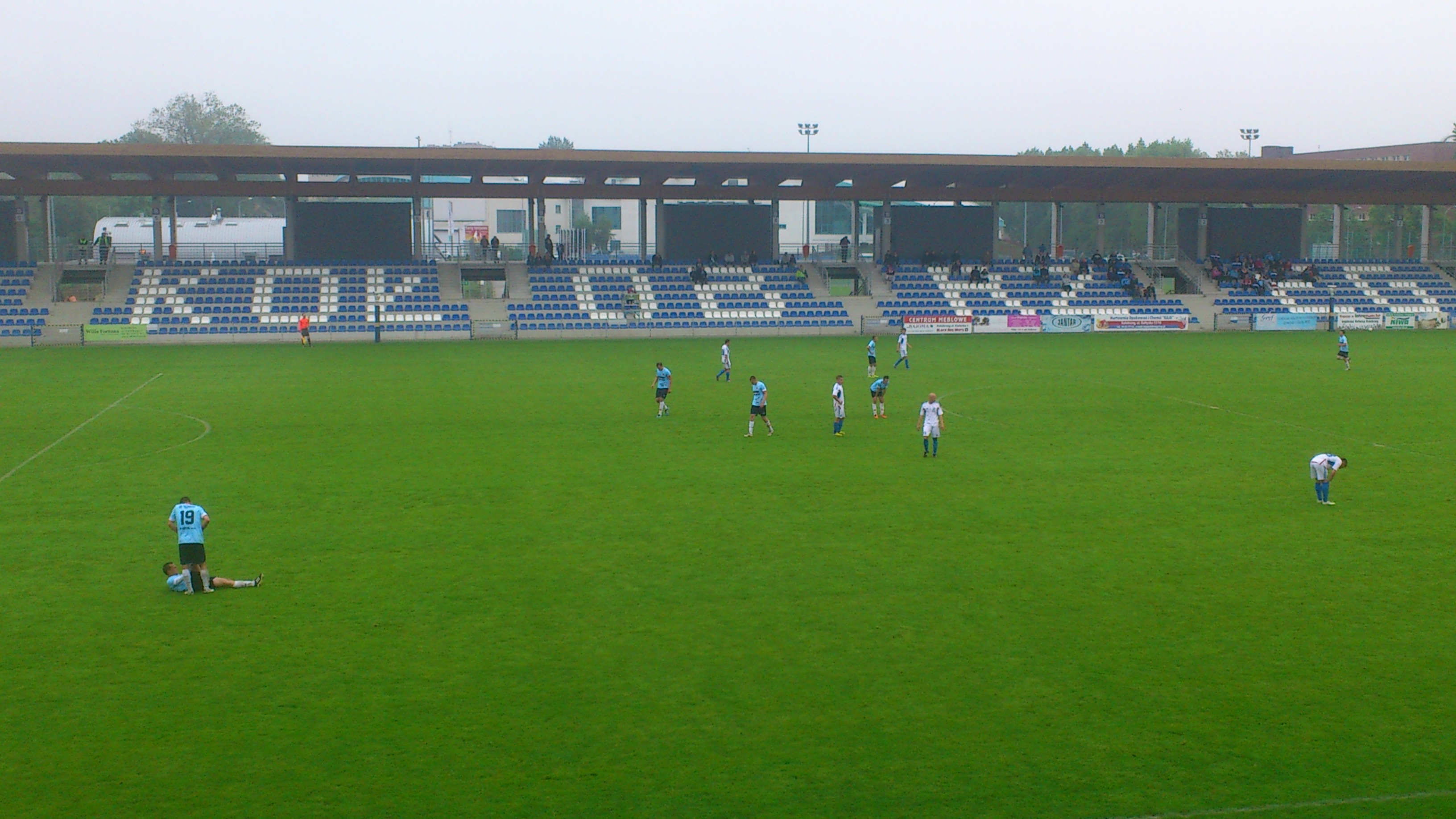
Mecz Polonii Gdańsk z Kotwicą Kołobrzeg 0:0 na stadionie w Kołobrzegu, 1 czerwca 2013 r.

W 2020 klub zmienił nazwę z Polonia Gdańsk na Stoczniowiec Gdańsk.

## Klub w rozgrywkach ligowych
| Sezon   | Liga                                        | Pozycja | Punkty | Bramki | Uwagi                      |
| ------- | ------------------------------------------- | ------- | ------ | ------ | -------------------------- |
| 1966/67 | III liga (grupa IV – Poznań)                | 4       | 38     | 56:31  |                            |
| 1967/68 | III liga (grupa IV – Poznań)                | 5       | 32     | 46:36  |                            |
| 1968/69 | III liga (grupa IV – Poznań)                | 6       | 33     | 41:28  |                            |
| 1969/70 | III liga (grupa IV – Poznań)                | 4       | 35     | 37:26  |                            |
| 1970/71 | III liga (grupa IV – Poznań)                | 6       | 33     | 37:32  |                            |
| 1971/72 | III liga (grupa IV – Poznań)                | 2       | 39     | 44:26  |                            |
| 1972/73 | III liga (grupa IV – Poznań)                | 1       | 53     | 61:11  | awans                      |
| 1973/74 | II liga (grupa północna)                    | 7       | 28     | 24:24  |                            |
| 1974/75 | II liga (grupa północna)                    | 6       | 32     | 37:29  |                            |
| 1975/76 | II liga (grupa północna)                    | 4       | 34     | 43:30  |                            |
| 1976/77 | II liga (grupa północna)                    | 3       | 38     | 30:17  |                            |
| 1977/78 | II liga (grupa północna)                    | 9       | 28     | 31:32  |                            |
| 1978/79 | II liga (grupa zachodnia)                   | 11      | 27     | 26:37  |                            |
| 1979/80 | II liga (grupa zachodnia)                   | 5       | 32     | 34:27  |                            |
| 1980/81 | II liga (grupa zachodnia)                   | 6       | 31     | 36:41  |                            |
| 1981/82 | II liga (grupa zachodnia)                   | 13      | 27     | 33:38  | spadek                     |
| 1982/83 | III liga (grupa II)                         | 2       | 38     | 46:23  |                            |
| 1983/84 | III liga (grupa II)                         | 4       | 29     | 36:22  |                            |
| 1984/85 | III liga (grupa II)                         | 2       | 35     | 41:20  |                            |
| 1985/86 | III liga (grupa II)                         | 2       | 32     | 39:24  |                            |
| 1986/87 | III liga (grupa II)                         | 1       | 51     | 69:15  | awans                      |
| 1987/88 | II liga (grupa zachodnia)                   | 16      | 7      | 14:48  | spadek                     |
| 1988/89 | III liga (grupa II)                         | 2       | 41     | 42:18  |                            |
| 1989/90 | III liga (grupa północna)                   | 5       | 49     | 44:26  |                            |
| 1990/91 | III liga (grupa gdańska)                    | 4       | 37     | 62:35  |                            |
| 1991/92 | III liga (grupa gdańska)                    | 6       | 34     | 52:40  |                            |
| 1992/93 | III liga (grupa gdańska)                    | 4       | 35     | 45:35  |                            |
| 1993/94 | III liga (grupa gdańska)                    | 2       | 44     | 63:15  |                            |
| 1994/95 | III liga (grupa gdańska)                    | 1       | 57     | 99:25  | awans                      |
| 1995/96 | II liga (grupa zachodnia)                   | 17      | 32     | 40:63  | spadek                     |
| 1996/97 | III liga (grupa gdańska)                    | 1       | 80     | 96:24  | awans                      |
| 1997/98 | II liga (grupa zachodnia)                   | 5       | 51     | 43:42  | spadek po fuzji z Lechią   |
| 1998/99 | Liga okręgowa (grupa Gdańsk)                | 2       | 60     | 55:21  | awans                      |
| 1999/00 | IV liga (grupa Słupsk-Gdańsk)               | 7       | 39     | 39:43  |                            |
| 2000/01 | IV liga (grupa pomorska)                    | 8       | 58     | 55:58  |                            |
| 2001/02 | IV liga (grupa pomorska)                    | 17      | 4      | 16:103 | spadek                     |
| 2002/03 | Liga okręgowa (grupa Gdańsk I)              | 12      | 29     | 41:48  |                            |
| 2003/04 | Klasa okręgowa (grupa Gdańsk I)             | 3       | 57     | 71:33  |                            |
| 2004/05 | Klasa okręgowa (grupa Gdańsk I)             | 2       | 68     | 71:18  | przegrane baraże o IV ligę |
| 2005/06 | Klasa okręgowa (grupa Gdańsk I)             | 5       | 48     | 73:41  |                            |
| 2006/07 | Klasa okręgowa (grupa Gdańsk I)             | 5       | 54     | 53:42  |                            |
| 2007/08 | Klasa okręgowa (grupa Gdańsk I)             | 4       | 58     | 63:30  |                            |
| 2008/09 | Klasa okręgowa (grupa Gdańsk I)             | 2       | 55     | 67:30  | przegrane baraże o IV ligę |
| 2009/10 | Klasa okręgowa (grupa Gdańsk I)             | 5       | 44     | 71:42  |                            |
| 2010/11 | Klasa okręgowa (grupa Gdańsk I)             | 1       | 61     | 75:17  | awans                      |
| 2011/12 | IV liga (grupa pomorska)                    | 1       | 60     | 31:17  | awans                      |
| 2012/13 | III liga (grupa pomorsko-zachodniopomorska) | 14      | 34     | 46:46  |                            |
| 2013/14 | III liga (grupa pomorsko-zachodniopomorska) | 16      | 21     | 22:59  | spadek                     |
| 2014/15 | IV liga (grupa pomorska)                    | 15      | 28     | 47:59  | spadek                     |
| 2015/16 | Klasa okręgowa (grupa Gdańsk I)             | 3       | 59     | 75:32  |                            |
| 2016/17 | Klasa okręgowa (grupa Gdańsk I)             | 7       | 39     | 56:61  |                            |
| 2017/18 | Klasa okręgowa (grupa Gdańsk I)             | 12      | 32     | 42:50  |                            |
| 2018/19 | Klasa okręgowa (grupa Gdańsk I)             | 15      | 18     | 36:80  | spadek                     |
| 2019/20 | Klasa A (grupa Gdańsk II)                   | 4       | 25     | 32:22  |                            |
| 2020/21 | Klasa A (grupa Gdańsk II)                   | 4       | 59     | 80:34  |                            |
| 2021/22 | Klasa A (grupa Gdańsk II)                   | 1       | 75     | 135:23 | awans                      |
| 2022/23 | Klasa okręgowa (grupa Gdańsk I)             | 4       | 56     | 76:60  | przegrane baraże o IV ligę |
| 2023/24 | Klasa okręgowa (grupa Gdańsk I)             | 2       | 74     | 122:42 | przegrane baraże o IV ligę |

| Oznaczenie kolorami | Liczba Sezonów |
| ------------------- | -------------- |
| II poziom ligowy    | 12             |
| III poziom ligowy   | 20             |
| IV poziom ligowy    | 5              |
| V poziom ligowy     | 9              |
| VI poziom ligowy    | 8              |
| VII poziom ligowy   | 3              |

## Sukcesy
- 1/2 finału Pucharu Polski – 1975/76
- 1/4 finału Pucharu Polski – 1955/56
- 3. miejsce w II lidze 1976/77 (Obecnie  I liga)

## Piłkarze Stoczniowca/Polonii Gdańsk
Z Polonii Gdańsk wywodzą się zawodnicy tacy jak: Ariel Jakubowski, Andrzej Szarmach, Zbigniew Kaczmarek, Krzysztof Adamczyk, Mirosław Jaworski, bracia – Mieczysław i Wojciech Cirkowscy oraz wychowankowie, którzy niedawno grali w reprezentacji m.in. Radosław Michalski i Tomasz Wałdoch.